# Alberto Duvina
Alberto Duvina (Torino, 17 aprile 1938 – Sarzana, 17 gennaio 2018) è stato un calciatore italiano, di ruolo attaccante.
È scomparso nel 2018 all'età di 79 anni dopo una lunga malattia.

## Carriera
Cresce nell'Ivrea, dove gioca due stagioni in Serie C. Dopo un altro anno in Serie C con il Savona, debutta in Serie B nel 1964 con la Pro Patria disputando 62 partite e segnando 15 reti in due anni.
Nel 1966 passa allo  Spezia con cui disputa tre campionati di Serie C.
Cessata l'attività agonistica ha intrapreso quella di allenatore, svolto in prevalenza nei settori giovanili di compagini dello spezzino.